# Wydawnictwo Miejskie Posnania
Wydawnictwo Miejskie Posnania, do 2010 jako Wydawnictwo Miejskie w Poznaniu – wydawnictwo miasta Poznania powstałe w 1994.

## Działalność

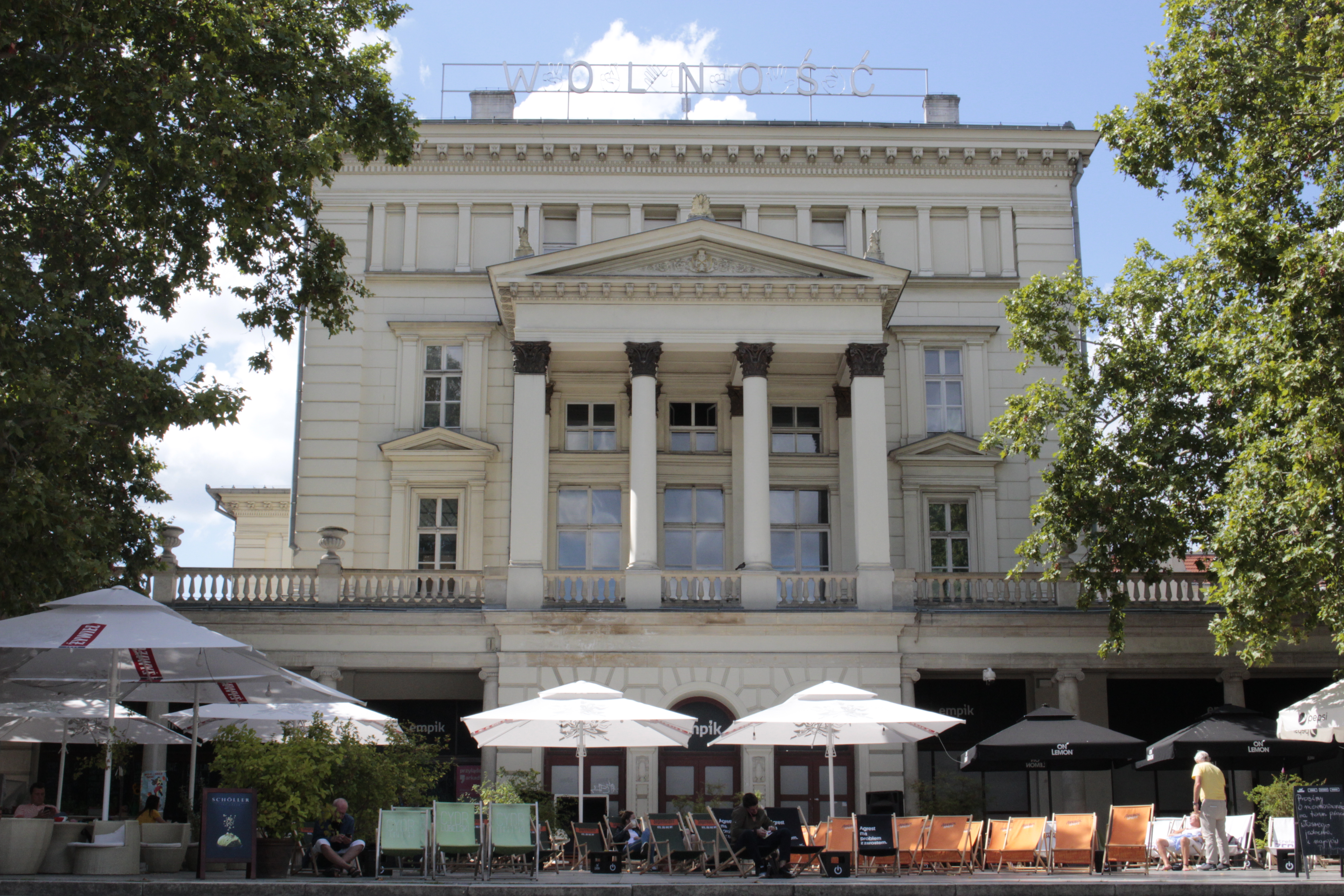
Arkadia – siedziba Wydawnictwa Miejskiego Posnania

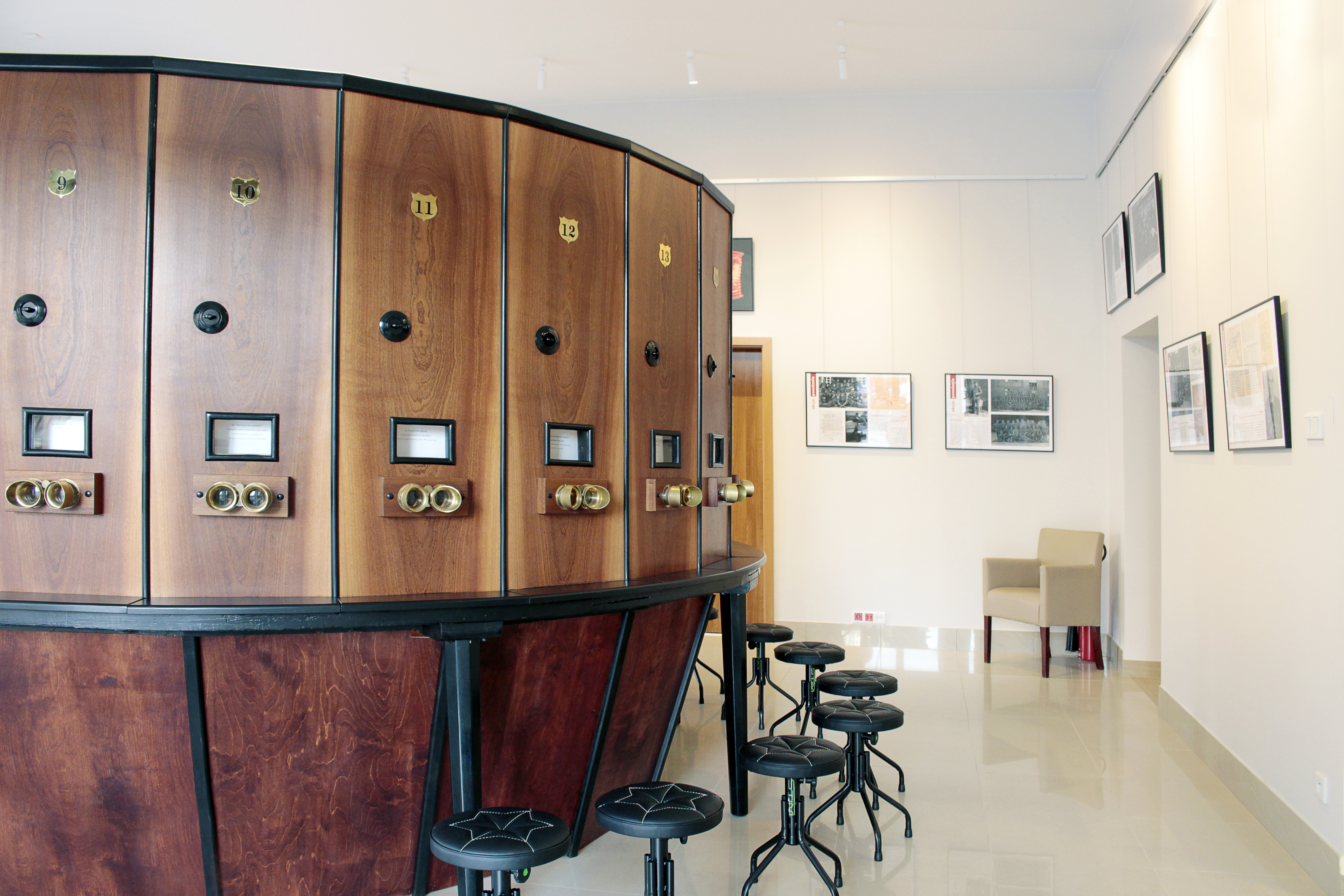
Fotoplastykon mieszczący się w siedzibie wydawnictwa

Wydawnictwo publikuje książki związane z historią Poznania, jego wybitnymi mieszkańcami, kulturą, zabytkami, wydarzeniami, urbanistyką i architekturą.
W skład wydawnictwa wchodzą redakcje trzech pism: „IKS Kulturapoznan.pl”, „Kroniki Miasta Poznania” oraz „Senioralnego Poznania”.
Ponadto wydawnictwo prowadzi sprzedaż książek, map i pamiątek w Centrum Informacji Kulturalnej oraz poprzez sklep internetowy, obsługuje tematyczne portale internetowe (cik.poznan.pl, inny.poznan.pl, kulturapoznan.pl i biuletyn.poznan.pl), zajmuje się działalnością edukacyjną, prowadzi projekt digitalizacyjny CYRYL (cyryl.poznan.pl) i Poznańskie Archiwum Historii Mówionej (historiamowiona.poznan.pl). W wydawnictwie działa fotoplastykon poznański.
Główną funkcją prowadzonego przez wydawnictwo Centrum Informacji Kulturalnej jest działalność informacyjna i promocja wydarzeń kulturalnych odbywających się w Poznaniu. Do celów statutowych wydawnictwa należy też popularyzacja czytelnictwa i prowadzenie staży oraz „praktyk przewodnickich”.